# Pseudocercospora opuli

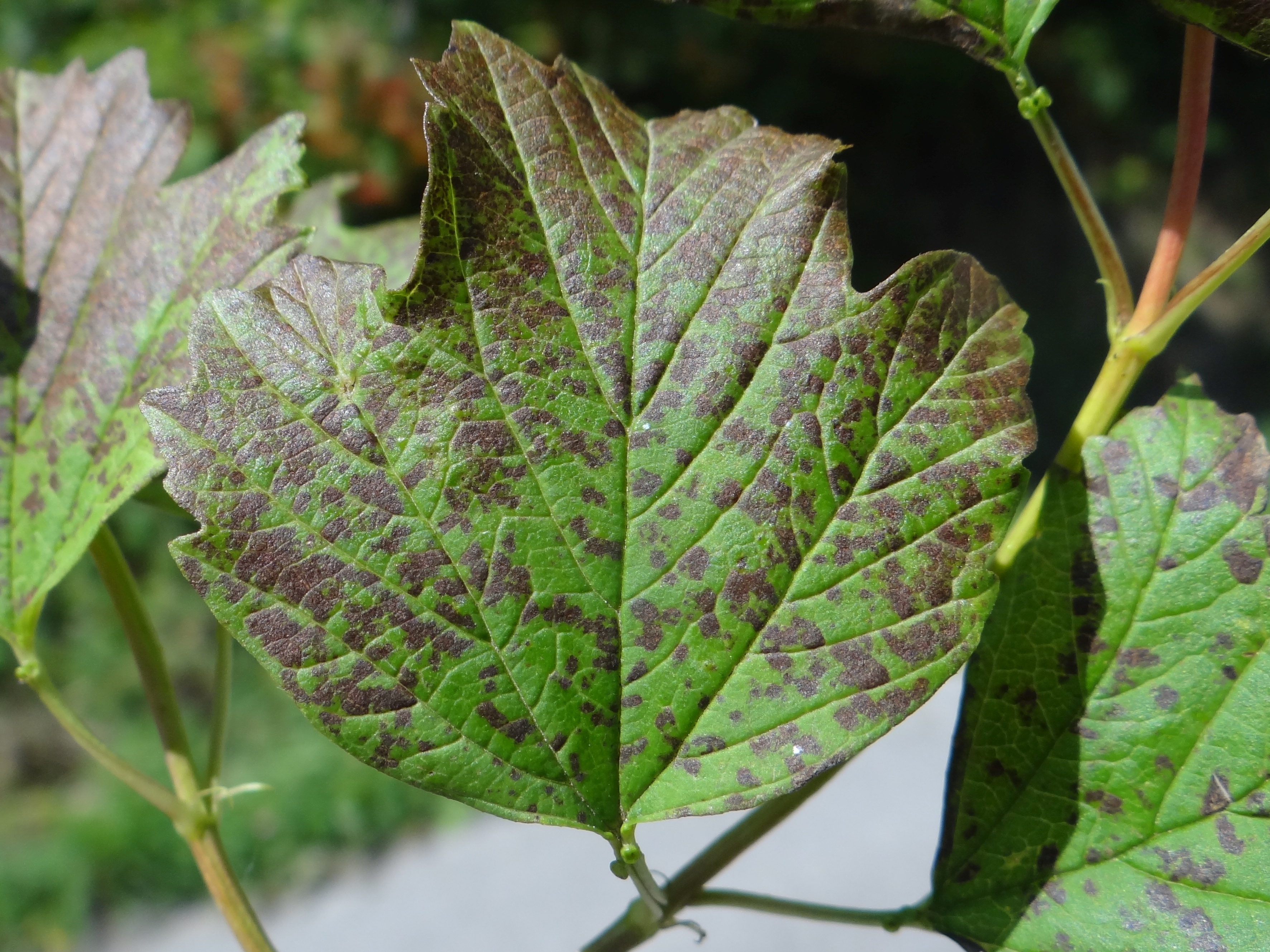

Pseudocercospora opuli U. Braun & Crous – gatunek grzybów z klasy Dothideomycetes. Grzyb mikroskopijny, pasożytujący na liściach kaliny koralowej (Viburnum opulus).

## Systematyka i nazewnictwo
Pozycja w klasyfikacji według Index Fungorum: Pseudocercospora, Mycosphaerellaceae, Capnodiales, Dothideomycetidae, Dothideomycetes, Pezizomycotina, Ascomycota, Fungi.
Po raz pierwszy zdiagnozował go w 1907 r. Franz von Höhnel. W 2003 r. U. Braun i Crous na podstawie wyników analiz sekwencji molekularnych i ponownej oceny morfologicznej przenieśli go do rodzaju Pseudocercospora.
Synonimy:
- Cercospora opuli Höhn. 1907
- Cercospora opuli f. brunneola M.T. Lucas & Sousa da Câmara 1953
- Cercospora opuli Höhn. 1907 f. opuli
- Cercospora penicillata var. opuli Fuckel 1870
- Pseudophaeoramularia opuli (Höhn.) U. Braun 1997

## Charakterystyka
Grzyby cerkosporoidalne. Na obydwu stronach porażonych liści powstają okrągłe lub kanciaste plamy o średnicy 1–8 mm. Często sąsiednie plamki zlewają się z sobą. Miejscami są nieco strefowane, początkowo matowozielone, potem ochrowe do brązowych, w środkowej części z czasem stają się szarawe do szaro-białych z wąskim, ciemnym obrzeżem. Grzybnia patogenu rozwija się wewnątrz tkanek liścia. Jej strzępki mają średnicę 2–7 μm i nieco pogrubione ściany. Konidiofory w małych i dość luźnych pęczkach, wyrastają na zewnątrz liścia przez jego aparaty szparkowe lub pęknięcia skórki. Są wyprostowane, proste, prawie cylindryczne, nierozgałęzione lub sporadycznie z pojedynczym odgałęzieniem. Mają długość 15–70 (–80) μm i średnicę (2,5–) 3–7 (–8) μm, są bezprzegrodowe, lub z nielicznymi (1–3) przegrodami. Początkowo są cienkościenne, bezbarwne i przezroczyste (hialinowe), potem ich ściany ulegają pogrubieniu, a konidiofory stają się coraz ciemniejsze, nabierając barwy od oliwkowej do oliwkowobrązowej. Komórki konidiotwórcze zintegrowane z konidioforem, prawie nieodróżniające się od konidioforu, o długości 10–40 μm i średnicy 1,5–2,5 μm. Mają ścięty wierzchołek i są nieco ciemniejsze. Konidia powstają pojedynczo, lub w krótkich, prostych lub rozgałęzionych łańcuszkach akropetalnych. Są owalne lub cylindryczne, początkowo hialinowe lub prawie hialinowe, potem jasnobrązowe, cienkościenne, gładkie. Wierzchołek konidiów zaokrąglony, ścięty lub krótko stożkowaty. Mają rozmiar (20–) 30–90 (–145) × (2,5–) 3–6 (–7) μm i 1–10 przegród, na których czasami są nieco zwężone.

## Występowanie
Występuje na kalinie koralowej w Azji (Chiny, Kazachstan, Rosja, Turcja, Armenia, Azerbejdżan, Gruzja), w Europie (Austria, Białoruś, Bułgaria, Czechy, Dania, Niemcy, Estonia, Finlandia, Wielka Brytania, Włochy, Łotwa, Polska, Portugalia, Rumunia, Rosja, Słowacja, Szwecja, Ukraina), w Ameryce Środkowej (Kostaryka) i Ameryce Północnej (Kanada i USA; Idaho, Iowa, Kansas, Missisipi, Oklahoma, Wisconsin).